# Dürrenstein (Áo)
Dürrenstein là một ngọn núi cao 1.878 mét thuộc dãy núi Ybbstal Alps ở Hạ Áo. Về mặt hành chính nó thuộc đô thị Lunz am See và là một trong những đỉnh núi cao nhất trong khu vực.